# خوليو دوس سانتوس
خوليو دوس سانتوس (بالإسبانية: Julio dos Santos)‏ (مواليد 7 مايو 1983) هو لاعب كرة قدم. يلعب مع منتخب باراغواي لكرة القدم. سبق له أن لعب في كأس العالم لكرة القدم مع منتخب بلاده.

## روابط خارجية
- خوليو دوس سانتوس على موقع قاعدة بيانات كرة القدم.إي يو (الإنجليزية)
- خوليو دوس سانتوس على موقع بيانات كرة القدم. دي إي (الألمانية)
- خوليو دوس سانتوس على موقع ناشيونال فوتبول تيمز (الإنجليزية)
- خوليو دوس سانتوس على موقع Soccerway.com (الإنجليزية)
- خوليو دوس سانتوس على موقع عالم كرة القدم.نت (الإنجليزية)